# Последний опыт
«Последний опыт» (англ. Last test) — рассказ американского писателя Говарда Филлипса Лавкрафта, написанный в соавторстве с Адольфом Де Кастро в 1927 году. Впервые был издан в ноябрьском выпуске журнала «Weird Tales» в 1928 году. Адольф Де Кастро ранее издал первую версию этого рассказа под названием «Жертвоприношение науке» (англ. A Sacrifice to Science) в 1893 году. Позже между авторами началась переписка, в которой Лавкрафт по личной просьбе взялся переписать рассказ заново, добавив упоминания об Атлантиде и прочие элементы.

## Сюжет
Рассказ представляет собой историю Альфреда Кларендона, известного бактериолога, работавшего в тюремной больнице Сан-Квентин, в Сан-Франциско, штат Калифорния в 189… году. Доктор много путешествовал, побывав в Азии, Индии, Китае, У-Цанге, Северной Африке и далеких странах, где он исследовал полумифические случаи лихорадки. Альфред заручился помощью группы тибетцев, — приверженцев религии Бон; и взял ассистента по имени Сурама из племени туарегов Сахары. В прессе широко освещались его исследования пиемии и чумы, но настоящей сенсацией стала сыворотка от Черной лихорадки (англ. Black fever). Альфред пытался создать универсальный антитоксин, что избавит человечество от любых вирусов. Он работал в особняке Кларендон, на старом Козьем Холме, где с ним жила его сестра Джорджина. Семьи Кларендон и Дальтон тесно дружили, а ныне Джеймс Дальтон рьяно ухаживал за Джорджиной.
В тюрьме появился первый случай Черной лихорадки — той самой, которую открыл Альфред. Он заверил, что это не заразно, но заключенный умер в муках. Через два дня заболели уже трое, а через неделю, — более сорока человек. Когда первый случай произошел в Сан-Франциско люди помешались и бросились бежать. На дорогах образовались пробки, цены на жилье взлетели до небес, беженцы жили в палаточных городах, скупая у шарлатанов бесполезные таблетки, и профилактические напитки в барах. Люди вглядывались в лица друг друга, пытаясь распознать симптомы болезни, а хозяева лавок выгоняли постоянных клиентов, видя в каждом потенциальную угрозу. За неделю Сан-Франциско превратился в обескровленный город.  
В прессе появились сообщения, что доктор Кларендон контролирует эпидемию и постепенно тоненький ручеек горожан, потянувшихся обратно, превратился в мощный поток. Вскоре на доктора обрушилась вал обвинений. Сурама грубо выпроводил одно репортера и тот решил отомстить, подготовив фиктивное интервью с доктором, в котором обвинил его в садизме, — что якобы доктор не дал умирающему стакан воды. Альфред не стал давать опровержение для презираемой им толпы. На самом деле случаев заболевания вне стен тюрьмы было очень мало. Сурама и Альфред стали проводить нечестивые ритуалы. Доктор Джонз, его помощник, сообщил председателю совета тюрьмы, своему же родственнику, что Альфред не лечит пациентов вовсе. Когда в тюрьму прибыл председатель между ним и Альфредом началась драка. Альфреда отстранили, а он лишь сожалел о том, что всего три месяца отделяли его от завершения работы над универсальным антитоксином.
В мае Сурама получил посылку из Алжира. В ту же ночь гремела гроза, когда Сурама читал заклинание в подвале особняка. На следующий день Альфред вернулся к работе. Сурама и Альфред хотели ставить эксперименты над людьми и совершать жертвоприношения, необходимые им для воскрешение мертвых. Сурама утащил Тсанпо в лабораторию, а за ним настал черед остальных слуг. Альфред сильно расстроился, когда у него закончились испытуемые и появились противники вакцинации. Он все время изучал в библиотеке труды из Атлантиды, Азии, Тибета, района Хоггар, «Некрономикон». Альфред разговаривал в Йемене со стариком, который вернулся из Багровой пустыни — «он видел Ирем, Город Столпов, и поклонялся в подземных святилищах Наг и Йеб — Ия! Шуб-Ниггурат!».
Альфред разругался с Сурамой, обвинив его в эпидемии. Джорджина завет на помощь Джеймса, который прибывает как раз в тот момент, когда Альфред собирался сделать себе и сестре уколы. Джеймс известил их, что доктор Миллер уже создал вакцину. Альфред в гневе сознается, что никогда не разрабатывал лекарство, а все время изучал культы древнего мира и Древних богов. Черная лихорадка, на самом деле, — внеземная болезнь, которую из Иных миров принес Сурама, поскольку он не человек вовсе, а пришелец. Распространил вирус сам Альфред, который всегда хотел убивать и убивать. Альфред делает себе укол и просит Джеймса убить Сураму, вонзив ему кол в сердце и сжечь его тело, а также книги и банки в лаборатории. Умирая в муках, Альфред твердит Джеймсу о тайнах космоса. Ночью в дом ударяет молния и здание охватывает огонь, а языки пламени приобретают очертания безымянных исполинских чудовищ из кошмарных снов. После пожарные находят в сгоревшем доме два скелета, один из которых был антропоидом или ископаемым ящером. Жители Сан-Квентина обвиняют Дальтона в том, что он уничтожил вакцину Кларендона.

## Персонажи
- Альфред Кларендон (англ. Alfred Clarendon) — бактериолог и один из величайших биологов в мире, главный врач тюремной больницы Сан-Квентин. В 25 лет был крупным специалистом, а в 30, — мировым авторитетом в своей области. Много путешествовал в далекие страны, где изучал экзотические виды чумы и черной лихорадки. Производил большое впечатление на коллег, которые сравнивали без колебаний сравнивали его с Дженнером, Листером, Кохом, Пастером, Мечниковым. Носил с собой золотой шприц в наборе для инъекций. Казалось его волей повеливал его ассистент Сурама, — что похоже на одержимость. Угрожал призвать на головы своих недругов проклятия звезд и надзвездных бездн, так, что даже Сурама содрогнулся и сотворил древний знак, который не описан ни в одной книге по истории — вероятно, это знания Древних. Персонажа

- Джеймс Дальтон (англ. James Dalton) — губернатор Сан-Франциско, лучший друг Кларендона, женился на его сестре. Жил в доме неподалеку. Десять лет ждал, чтобы жениться на Джорджине.

- Джорджина Дальтон (англ. Georgina Dalton) — жена Дальтона и сестра Альфреда Кларендона. В этой преданной женщине было больше от Христа, чем в любом другом человеке.
- Сурама (англ. Surama) — некромант, ассистент Альфреда, прибыл из племени туарегов Северной Африки. Человек огромного ума и, по-видимому, необъятной эрудиции, был таким же патологически худым, как тибетские слуги — его смуглая, похожая на пергамент кожа так плотно обтягивала оголенную макушку и безволосое лицо, что все линии черепа выступали чрезвычайно рельефно. Впечатление «мертвой головы» усиливали тускло горящие глаза, посаженные так глубоко, что видны были только темные пустые глазницы. В отличие от идеального слуги он, несмотря на внешнюю бесстрастность, казалось, не прилагал усилий, чтобы скрывать свои эмоции. Напротив, его окружала неуловимая атмосфера иронии или веселья, сопровождавшаяся иногда глубоким гортанным смехом — так могла бы смеяться гигантская черепаха, только что разорвавшая на куски какого-то пушистого зверька и теперь направлявшаяся к морю. Некоторые друзья Кларендона считали, что Сурама похож на индуса высокой касты. Мумия фараона, если бы ее каким-то чудом оживить, была бы подходящей парой этому сардоническому скелету. Говорил свободно на наречии тибетцев и любом другом, — это черта нечистой силы. Репортер сказал о нем: «фантасмагорическое существо заговорило — хотя бы для того, чтобы доказать свою принадлежность к роду человеческому, обитающему на этой планете». Сурама говорил низким глухим голосом, в котором, казалось, отражалось далеким эхом зло тысячи веков и тысячи планет.

### Второстепенные персонажи
- Ньярлатхотеп (англ. Nyarlathotep) — Древний бог, упоминается во многих произведениях: «Ньярлатхотеп», «Крысы в стенах», «Ужас в Ред Хуке», «Сомнамбулический поиск неведомого Кадата», «Случай Чарльза Декстера Варда».
- Уилфред Джонс (англ. Wilfred Jones) — доктор в тюрьме, относился с завистью к Альфреду.
- Кларендон старший (англ. Old Clarendon) — отец Альфреда и Джорджины, акула Уолл-стрит. Обобрал до нитки отца Дальтона в день памятной схватки на фондовой бирже.
- Дальтон-старший (англ. Old Dalton) — проиграл все деньги на бирже. Пустил себе пулю в лоб стремясь обеспечить своего сына с помощью страховки.
- Миллер (англ. Dr. Miller) — коллега Альфреда, создал вакцину от вируса.
- МакНил (англ. Dr. MacNeil) — коллега Альфреда.
- Маргарита (англ. Old Margarita) — старая слепая кухарка.
- Старый Баннистер (англ. Old Bannister) — построил усадьбу.
- Тсанпо (англ. Tsanpo) — монгол, слуга Альфреда.
- Том Кортлэнд (англ. Tom Cortland) — одноклассник Альфреда.
- Дик (англ. Dick) — сенбернар семьи Дальтон.

## Вдохновение

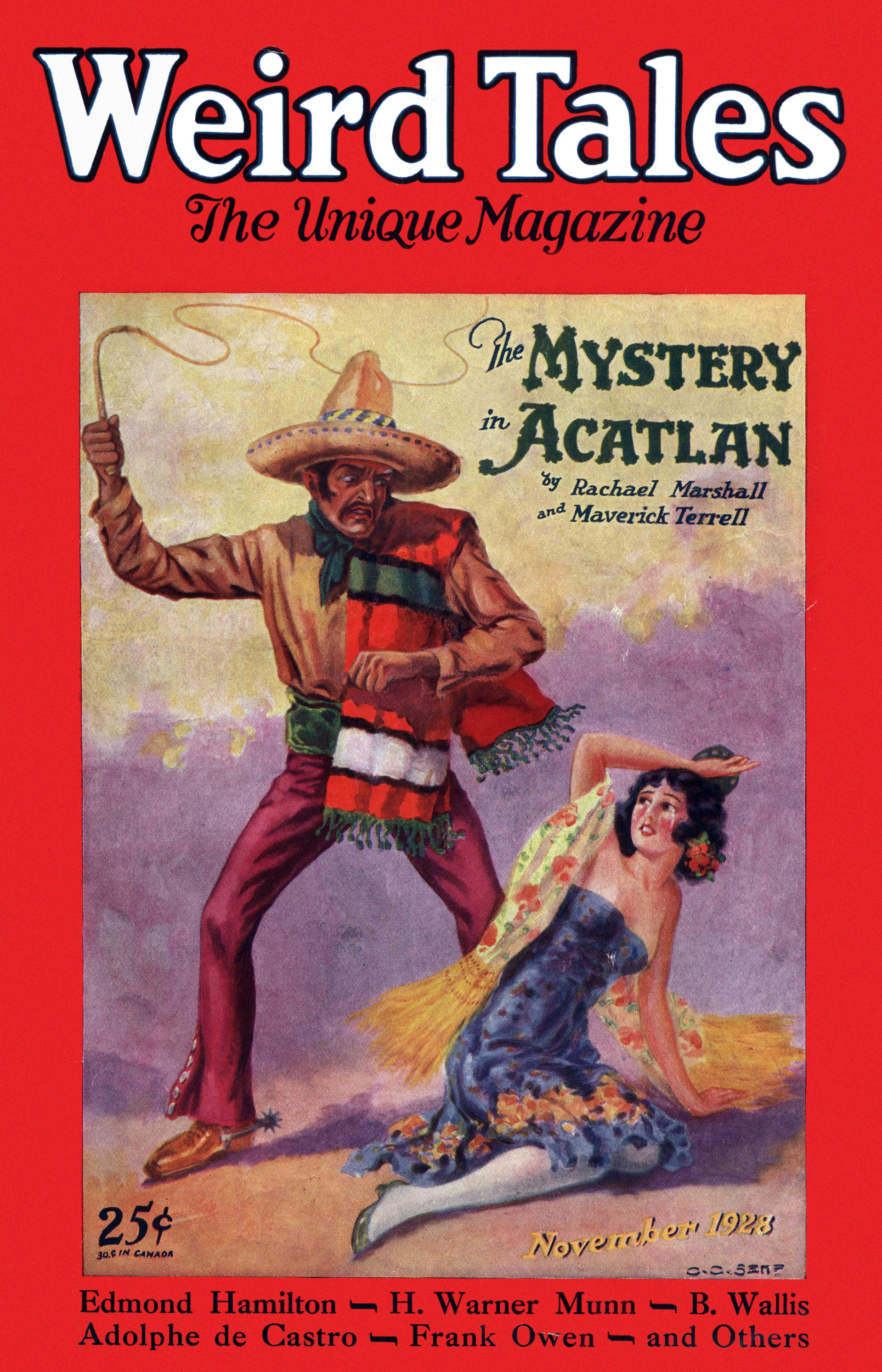
Weird Tales (ноябрь 1928 года, том 12, № 5) рисунок «Тайны Акатлана» Рэйчел Маршалл и Маверика Террелл. Обложка CC Сенф

Лавкрафт упоминает Великий пожар в Сан-Франциско.
В рассказе упоминаются «Ватек» и «1001 ночь» — эти произведения часто фигурируют в произведениях Лавкрафта. Альфред упоминает дочь Иеффая, а также Ксенофонта и Гомера. 

## «Страна Лавкрафта»
Лавкрафт так описывает особняк Кларендонов в Сан-Франциско, у старого Козлиного холма (англ. old Goat Hill):
Кларендоны вели уединенную жизнь, купив мрачную старую усадьбу Старого Баннистера, с видом на залив, и обустроили беспорядочном хозяйстве в доме, увенчанном мансардной кровлей, — образца середины викторианского стиля с французской крышей, а также предметами дурного вкуса и показной роскоши «золотолихорадочной» эпохи, который стоял посреди обнесенного высокими стенами земельного участка в районе, что все еще считался наполовину пригородном.
В рассказе описан штат Калифорния и его города: Сан-Франциско, Сосалито, Тамалпаиса, Окленд, Беркли, Аламеда, Миллбрэ, Сан-Хосе, Сакраменто.

## Связь с другими произведениями
Репортер сравнивает Сураму с таинственным существом, чтобы доказать, что он действительно состоит из плоти и крови является жителем нашей планеты. Это сравнение относится к повести «Сомнамбулический поиск неведомого Кадата», где упоминаются инопланетные слуги Ньярлатхотепа.
Сурама читает заклинание, сопровождающееся молнией и говорит про воскрешение мертвецов, — подобное происходит в романе «Случай Чарльза Декстера Варда».
В рассказе «Герберт Уэст — реаниматор» ученый изобретает препарат, способный воскрешать мертвецов.
В рассказе «Безымянный город» упоминается Ирем, город Столбов и древняя раса рептилий.
В рассказе «Зов Ктулху» упоминается Ктулху, спящий мертвым сном.
В рассказе «Грёзы в ведьмовском доме» упоминаются Наг и Йеб, Шуб-Ниггурат.
В рассказе «Пёс» впервые упоминается «Некрономикон»